# Старий Сонч (гміна)
Гміна Старий Сонч (пол. Gmina Stary Sącz) — місько-сільська гміна у південній Польщі. Належить до Новосондецького повіту Малопольського воєводства.
Станом на 31 грудня 2011 у гміні проживало 23181 особа.

## Площа
Згідно з даними за 2007 рік площа гміни становила 102.41 км², у тому числі:
- орні землі: 46.00%
- ліси: 41.00%

Таким чином, площа гміни становить 6.61% площі повіту.

## Населення
Станом на 31 грудня 2011:
| Опис     | Загалом | Загалом | Чоловіки | Чоловіки | Жінки | Жінки |
| -------- | ------- | ------- | -------- | -------- | ----- | ----- |
| одиниця  | осіб    | %       | осіб     | %        | осіб  | %     |
| все      | 23181   | 100     | 11560    | 49.87    | 11621 | 50.13 |
| міське   | 9117    | 100     | 4464     | 48.96    | 4653  | 51.04 |
| сільське | 14064   | 100     | 7096     | 50.46    | 6968  | 49.54 |

## Солтиства
Барціце Дольне, Барціце Ґурне, Ґабон, Прачка, Ґолковіце Дольне, Ґолковіце Ґурне, Лази Бєґоніцкє, Мосткі, Мощеніца Ніжна, Мощеніца Вижна, Мисьлєц, Поповіце, Пшисєтніца, Скрудзіна, Воля Кроґулєцка та місто Старий Сонч.

## Сусідні гміни
Гміна Старий Сонч межує з такими гмінами: Лонцько, Навойова, Подеґродзе, Ритро, Щавниця.